# Mr. Lordi

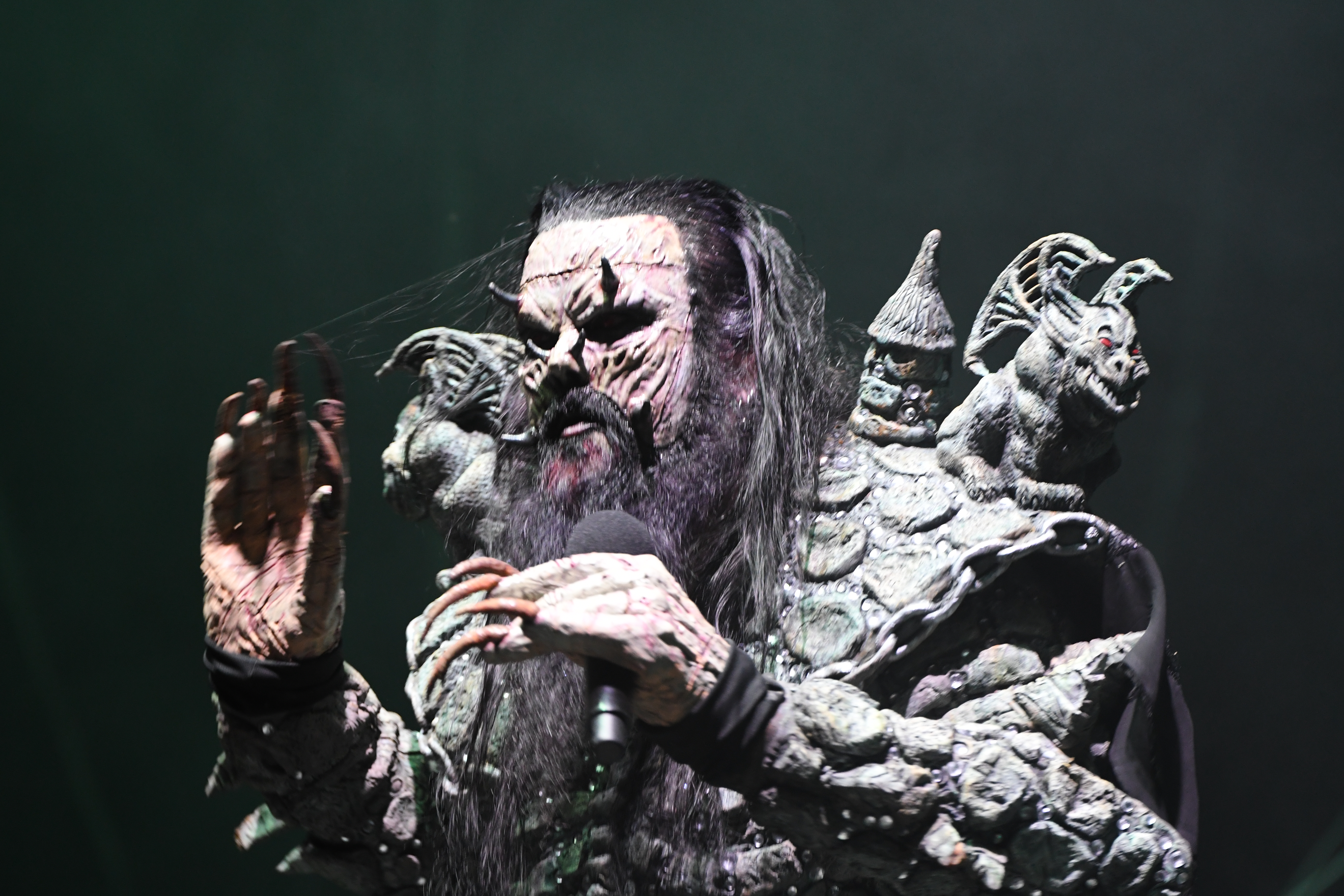
Mr. Lordi (2023)

Mr. Lordi (* 15. Februar 1974 in Rovaniemi; eigentlich Tomi Petteri Putaansuu) ist ein finnischer Musiker, Visagist, Grafiker, Maler und Unternehmer. Er ist Frontsänger der Heavy-Metal-Band Lordi, die er im Alter von 18 Jahren gründete.
In der Kulmagalleria in Helsinki präsentierte Mr. Lordi von 2009 und 2011 einige seiner Gemälde, darunter nicht nur die CD-Cover, sondern auch etwa zwei Dutzend andere Kunstwerke.

## Familie
Mr. Lordi heiratete seine Freundin und persönliche Assistentin Johanna Askola im August 2006 in seiner Heimatstadt Rovaniemi.

## Diskografie

### Als Gastmusiker
- Grandevils: Grandevils (2005)
- Martti Servo & Napander: Täältä pesee! (2007)
- Eri esittäjiä: Welcome to Hellsinki (2007)
- Domination Black: Haunting (2008)
- Naked Idol: Filthy Fairies (2013)
- Max Raabe: MTV Unplugged (2019)

### Als Autor
- Rotten Sound: Psychotic Veterinarian (1995)
- Domination Black: Fearbringer (2005)
- Agnes Pihlava: When the Night Falls (2006)
- Martti Servo & Napander: Kestävällä pohjalla (2010)
- Eri esittäjiä: 1827 Infernal Musical (2010)
- Rockamania: Rockamania (2010)
- Neljänsuora: Valtava Maailma (2011)
- Jope Ruonansuu: Jopetusministeri (2011)
- Jope Ruonansuu: Veljekset kuin kyljykset (2012)
- Martti Servo: RoPS – Sinisellä Sydämellä (2013)